# Louis Guichard
Pour les articles homonymes, voir Guichard.
Louis Guichard est un homme politique français né le 13 juin 1866 à Aubignan (Vaucluse) et décédé le 7 décembre 1951 dans la même ville.

## Biographie
Viticulteur, il entre très tôt en politique, en devenant Conseiller municipal d'Aubignan, en 1892, adjoint au maire en 1895 et maire de 1905 à 1944. En 1895, il est élu conseiller d'arrondissement et sera conseiller général de 1907 à 1919.
Il est député radical de Vaucluse de 1910 à 1940. Le 10 juillet 1940, il vote les pleins pouvoirs au maréchal Pétain, mais est relevé de son inéligibilité pour sa participation à la Résistance. Il cesse toutefois toute activité politique du fait de son âge.

## Distinctions
- Chevalier de la Légion d'honneur (6 décembre 1948)[1]
- Chevalier de l'ordre du Mérite agricole (15 avril 1901)
- Médaille d'honneur communale, vermeil (27 avril 1947)